# Harrison Newey
Pas d'image ? Cliquez ici
Harrison Newey, né le 25 juillet 1998, à Oxford en Angleterre, est un pilote automobile anglais. Il est le fils de Marigold Newey et du célèbre ingénieur de Formule 1 Adrian Newey.

## Biographie
Harrison Newey a fait ses débuts en Formule 4 allemande en 2015 chez Van Amersfoort Racing et ce en compagnie de Mick Schumacher. Il pilote ensuite en Formule 4 BRDC en parallèle de la Formule 4 allemande au sein de HHC Motorsport et avec pour équipiers Will Palmer et Sisa Ngebulana. Il remporte le MRF Challenge en 2016-2017.
Il participe actuellement à différents championnats d'endurance tels que l'European Le Mans Series et l'Asian Le Mans Series.

## Palmarès

### 24 Heures du Mans
| Année | Écurie     | Copilotes                  | Voiture             | Classe | Tours | Pos. | Class Pos. |
| ----- | ---------- | -------------------------- | ------------------- | ------ | ----- | ---- | ---------- |
| 2018  | SMP Racing | Viktor Shaytar Norman Nato | Dallara P217-Gibson | LMP2   | 345   | 14e  | 10e        |

### European Le Mans Series
| Année | Ecurie                 | Châssis  | Moteur                     | Classe | 1                 | 2               | 3               | 4               | 5                  | 6                 | Position | Points |
| ----- | ---------------------- | -------- | -------------------------- | ------ | ----------------- | --------------- | --------------- | --------------- | ------------------ | ----------------- | -------- | ------ |
| 2018  | APR - Rebellion Racing | Oreca 07 | Gibson GK428 4,2 l V8 Atmo | LMP2   | LEC gén:15 cls:15 | MON gén:8 cls:8 | RBR gén:6 cls:6 | SIL gén:5 cls:5 | SPA gén:32 cls:15‡ | POR gén:28 cls:12 | 12e      | 23.25  |

‡ La moitié des points ont été attribués car moins de 75% de la distance de la course a été réalisé.

### Asian Le Mans Series
| Année     | Ecurie                       | Châssis     | Moteur                      | Classe | 1        | 2     | 3     | 4     | Position | Points |
| --------- | ---------------------------- | ----------- | --------------------------- | ------ | -------- | ----- | ----- | ----- | -------- | ------ |
| 2017-2018 | Jackie Chan DC Racing X Jota | Oreca 05    | Nissan VK45DE 4,5 l V8 Atmo | LMP2   | ZHU 1    | FUJ 1 | THA 2 | SEP 1 | 1re      | 95     |
| 2018-2019 | Algarve Pro Racing           | Ligier JSP2 | Judd HK 3.6 L V8 Atmo       | LMP2   | SHA Abd. | FUJ   | THA   | SEP   |          |        |